# Пшезмірський Максим Вікторович
Макси́м Ві́кторович Пшезмі́рський — солдат Збройних сил України, учасник російсько-української війни 2014—2017.
Станом на жовтень 2015-го — номер обслуги гармати, 2-га протитанкова артилерійська батарея, в/ч В3231, Бердичів.

## Нагороди
За особисту мужність і героїзм, виявлені у захисті державного суверенітету та територіальної цілісності України, вірність військовій присязі під час російсько-української війни, відзначений — нагороджений
- 27 червня 2015 року — орденом «За мужність» III ступеня.